# Vlag van de Organisatie voor Islamitische Samenwerking

Vlag van de Organisatie voor Islamitische Samenwerking

Vorige vlag
(1981–2011)

De vlag van de Organisatie voor Islamitische Samenwerking werd in 2011 aangenomen, en bestaat uit een groen vlak met het embleem van de organisatie in het midden, dat bestaat uit een groene schaduwbol, omringd door een maansikkel, met de Kaäba in het midden van de bol op een wit veld. De elementen van het embleem weerspiegelen de bedrijfsfilosofie van de organisatie volgens hun nieuwe statuten.
De vorige vlag werd aangenomen in 1981, en bestaat uit een groen vlak, wat symbool staat voor de islam en vruchtbaarheid. In het centrum bevindt zich een naar boven gerichte rode maan omgeven door een witte cirkel. Dit geeft aan dat Allah hoger staat dan alle menselijke wezens. Het wit staat ook vrede onder de moslimvolkeren en bij uitbreiding alle mensen voor. Boven de maan staat in moderne Arabische kalligrafie 'Allahoe akbar' neergeschreven, wat betekent: 'God is groot'. Deze zin kan men op meerdere vlaggen van islamitische landen terugvinden.